# Орский район
Орский район — административно-территориальная единица в составе Оренбургской и Оренбургско-Тургайской губерний, Средневолжской области, Средневолжского края и Оренбургской области, существовавшая в 1920—1922, 1927—1934 и 1962—1965 годах. Административный центр — город Орск.
Впервые Орский район был образован 25 марта 1920 года в составе Оренбургской губернии. В июле-декабре 1920 года входил в состав Оренбургско-Тургайской губернии. 9 ноября 1920 года к Орскому району были присоединены Адамовский и Можаровский районы. 1 апреля 1921 года из части территории Орского района был образован Адамовский район, переданный при этом в Кустанайский уезд Кустанайской губернии. 7 июня 1922 года Орский район был упразднён, а его территория передана в восстановленный Орский уезд.
Вторично Орский район был образован в 1927 году в составе Оренбургской губернии. В 1928 году Оренбургская губерния была упразднена и район вошёл в состав Оренбургского округа Средневолжской области (с 1929 — края). 2 августа 1930 года к Орскому району был присоединён Домбаровский район. В том же году округа были упразднены и Орский район перешёл в прямое подчинение Средневолжского края.
8 марта 1931 года к Орскому району был присоединён Новопокровский район. 5 февраля 1934 года Орский район был отнесён к Орскому промышленному округу Средневолжского края. При этом из Орского района были выделены Домбаровский и Новопокровский районы, а сам Орский район упразднён.
29 июня 1962 года в связи с включением посёлка Гай в черту города Орска Гайский район был переименован в Орский. 1 февраля 1963 года часть территории Орского района была передана в Кувандыкский район, а к Орскому району были присоединены Домбаровский и часть Новоорского района. 11 января 1965 года Орский район был переименован в Гайский район.